# Attracteur Shapley
Ne doit pas être confondu avec Grand attracteur.
L'attracteur Shapley est une zone cosmologique attractive situé dans le superamas de Shapley.
Déjà identifié auparavant, sa présence a été confirmée le 30 janvier 2017 par une équipe composée de scientifiques du Commissariat à l'énergie atomique, de l'Université Claude Bernard Lyon 1 et du Centre national de la recherche scientifique.
Une autre zone à l'opposé (du point de vue de la Voie lactée), le Répulseur du dipôle, crée une répulsion sur le mouvement des galaxies,. Ces zones attractive et répulsive, chacune localisée, sont les principaux contributeurs de l'anisotropie dipolaire du fond diffus cosmologique, le courant noir. Conjugués, ces deux phénomènes sont à l'origine du déplacement de la Voie lactée à 630 kilomètres par seconde.
Cet ensemble, de l'attracteur Shapley au Répulseur du dipôle, couvre près de 1,7 milliard d'années-lumière et constitue en 2017 la plus vaste zone cartographiée de l'Univers observable.